# Anemone caucasica
Anemone caucasica är en ranunkelväxtart som beskrevs av Carl Ludwig von Willdenow och Franz Josef Ivanovich Ruprecht. Anemone caucasica ingår i släktet sippor, och familjen ranunkelväxter. Inga underarter finns listade i Catalogue of Life.